# 士麦那 (纽约州)
士麦那（英語：Smyrna）是位于美国纽约州希南戈县的一个镇，地处希南戈县北部。2010年美国人口普查时，该镇有1280人。最初的定居者于1792年左右到达此地。1808年，士麦那镇从舍本镇分出，正式建立。其名称源于古希腊的港口城市士麦那。